# Булыгинский, Александр Дмитриевич
Александр Дмитриевич Булыгинский (1838—1907) — русский биохимик, заслуженный профессор Московского университета.

## Биография
Родился 31 июля (12 августа) 1838 года в Москве. Отец — судья московского надворного суда Дмитрий Михайлович Булыгинский — из обер-офицерских детей.
В 1855 году окончил с золотой медалью 2-ю московскую гимназию и поступил на медицинский факультет Московского университета, курс которого успешно завершил в 1860 году со степенью лекаря. Во время учёбы много работал в химической лаборатории профессора Н. Э. Лясковского и в химико-фармацевтической лаборатории профессора Г. А. Гивартовского, в которой в 1861—1863 годах состоял нештатным лаборантом. В декабре 1863 года стал нештатным преподавателем медицинской химии в московском университете и до 1865 года читал на медицинском факультете необязательный курс аналитической химии, а затем обязательный курс неорганической химии.
Для подготовки к занятию учреждённой в университете кафедры медицинской химии он был летом 1865 года отправлен в заграничную командировку — занимался в лабораториях Р. Бунзена и Э. Эрленмейера, а также у Ф. Гоппе-Зейлера. После возвращения в Москву в конце 1868 года защитил диссертацию «О летучих кислотах мочи» на звание доктора медицины и был избран доцентом Московского университета. В октябре 1869 года получил должность экстраординарного профессора по кафедре медицинской химии. Ординарным профессором стал в апреле 1878 года. В декабре 1893 года стал заслуженным профессором Московского университета.
Умер 9 (22) мая 1907 года от рака желудка. Похоронен на Ваганьковском кладбище; могила утрачена.
Булыгинский внёс значительный вклад в становление биологической химии как учебной дисциплины. Свои научные исследования он посвятил обмену веществ, химии пищеварения. Он также издал курсы лекций по физиологической и патологической химии; перевёл трёхтомную «Физиологическую химию» Гоппе-Зейлера.